# WXV 2023
El WXV de 2023 fue la temporada inaugural temporada del torneo femenino de World Rugby.

## Formato
El torneo consta de tres divisiones, en las cuales en cada una compiten seis equipos, cada equipo solo enfrenta a tres rivales de su división, confeccionándose una tabla para determinar el campeón de la división.

## Clasificación

### Definición Sudamericana
- El ganador clasificó al WXV 3, Colombia avanzó por un global de 54 a 42.

| 5 de julio de 2023 | Colombia | 24 - 23 | Brasil | Estadio Cincuentenario, Medellín, Colombia |  |

| 9 de julio de 2023 | Colombia | 30 - 19 | Brasil | Estadio Cincuentenario, Medellín, Colombia |  |

### Repechaje Europeo
- El ganador clasificó al WXV 2, el perdedor al WXV 3.

| 22 de julio de 2023 | Italia | 23 - 0 | España | Stadio Walter Beltrametti, Piacenza, Italia |  |

## WXV 1
- El torneo se disputó en Nueva Zelanda entre el 20 de octubre y el 4 de noviembre.[2]

### Clasificación
| Competición                 | Plazas | Equipos clasificados           |
| --------------------------- | ------ | ------------------------------ |
| Seis Naciones Femenino 2023 | 3      | Inglaterra Francia Gales       |
| Pacific Four Series 2023    | 3      | Nueva Zelanda Canadá Australia |

### Desarrollo
|  | Campeón |

| Pos. | País          | Partidos | Partidos | Partidos  | Partidos | Anotación | Anotación | Anotación  | Puntos Bonus | Puntos |
| Pos. | País          | Jugados  | Ganados  | Empatados | Perdidos | A favor   | En contra | Diferencia | Puntos Bonus | Puntos |
| ---- | ------------- | -------- | -------- | --------- | -------- | --------- | --------- | ---------- | ------------ | ------ |
| 1    | Inglaterra    | 3        | 3        | 0         | 0        | 120       | 31        | +89        | 3            | 15     |
| 2    | Canadá        | 3        | 2        | 0         | 1        | 83        | 87        | -4         | 2            | 10     |
| 3    | Australia     | 3        | 2        | 0         | 1        | 61        | 81        | -20        | 2            | 10     |
| 4    | Nueva Zelanda | 3        | 1        | 0         | 2        | 99        | 58        | +41        | 2            | 6      |
| 5    | Francia       | 3        | 1        | 0         | 2        | 58        | 75        | -17        | 0            | 4      |
| 6    | Gales         | 3        | 0        | 0         | 3        | 48        | 137       | -89        | 1            | 1      |

### Primera fecha
| 20 de octubre | Inglaterra | 42 - 7 | Australia |  |  |

| 21 de octubre | Canadá | 42 - 22 | Gales |  |  |

| 21 de octubre | Nueva Zelanda | 17 - 18 | Francia |  |  |

### Segunda fecha
| 27 de octubre | Inglaterra | 45 - 12 | Canadá |  |  |

| 28 de octubre | Nueva Zelanda | 70 - 7 | Gales |  |  |

| 28 de octubre | Francia | 20 - 29 | Australia |  |  |

### Tercera fecha
| 3 de noviembre | Australia | 25 - 19 | Gales |  |  |

| 4 de noviembre | Francia | 20 - 29 | Canadá |  |  |

| 4 de noviembre | Inglaterra | 33 - 12 | Nueva Zelanda |  |  |

## WXV 2
- El torneo se disputó en Sudáfrica entre el 13 y 28 de octubre.[3]

### Clasificación
| Competición                             | Plazas | Equipos clasificados |
| --------------------------------------- | ------ | -------------------- |
| Seis Naciones Femenino 2023             | 1      | Escocia              |
| Asia Rugby Women's Championship 2023    | 1      | Japón                |
| Oceania Rugby Women's Championship 2023 | 1      | Samoa                |
| Rugby Africa Women's Cup 2023           | 1      | Sudáfrica            |
| Pacific Four Series 2023                | 1      | Estados Unidos       |
| Definición Europa                       | 1      | Italia               |

### Desarrollo
|  | Campeón |

| Pos. | País           | Partidos | Partidos | Partidos  | Partidos | Anotación | Anotación | Anotación  | Puntos Bonus | Puntos |
| Pos. | País           | Jugados  | Ganados  | Empatados | Perdidos | A favor   | En contra | Diferencia | Puntos Bonus | Puntos |
| ---- | -------------- | -------- | -------- | --------- | -------- | --------- | --------- | ---------- | ------------ | ------ |
| 1    | Escocia        | 3        | 3        | 0         | 0        | 93        | 38        | +55        | 3            | 15     |
| 2    | Italia         | 3        | 3        | 0         | 0        | 94        | 41        | +53        | 3            | 15     |
| 3    | Sudáfrica      | 3        | 1        | 0         | 2        | 68        | 74        | -6         | 1            | 5      |
| 4    | Japón          | 3        | 1        | 0         | 2        | 54        | 76        | -22        | 1            | 5      |
| 5    | Estados Unidos | 3        | 1        | 0         | 2        | 58        | 80        | -22        | 1            | 5      |
| 6    | Samoa          | 3        | 0        | 0         | 3        | 43        | 101       | -58        | 1            | 1      |

### Primera fecha
| 13 de octubre | Italia | 28 - 15 | Japón |  |  |

| 14 de octubre | Escocia | 31 - 17 | Sudáfrica |  |  |

| 14 de octubre | Estados Unidos | 36 - 26 | Samoa |  |  |

### Segunda fecha
| 20 de octubre | Estados Unidos | 14 - 24 | Escocia |  |  |

| 20 de octubre | Italia | 36 - 18 | Sudáfrica |  |  |

| 21 de octubre | Japón | 32 - 10 | Samoa |  |  |

### Tercera fecha
| 27 de octubre | Escocia | 38 - 7 | Japón |  |  |

| 27 de octubre | Sudáfrica | 33 - 7 | Samoa |  |  |

| 28 de octubre | Estados Unidos | 8 - 30 | Italia |  |  |

## WXV 3
- El torneo se disputó en los Emiratos Árabes Unidos entre el 13 y 28 de octubre.[4]

### Clasificación
| Competición                             | Plazas | Equipos clasificados |
| --------------------------------------- | ------ | -------------------- |
| Seis Naciones Femenino 2023             | 1      | Irlanda              |
| Asia Rugby Women's Championship 2023    | 1      | Kazajistán           |
| Oceania Rugby Women's Championship 2023 | 1      | Fiyi                 |
| Rugby Africa Women's Cup 2023           | 1      | Kenia                |
| Definición Europa                       | 1      | España               |
| Definición Sudamérica                   | 1      | Colombia             |

### Desarrollo
|  | Campeón                               |
|  | Juega un repechaje para la WXV 3 2024 |

| Pos. | País       | Partidos | Partidos | Partidos  | Partidos | Anotación | Anotación | Anotación  | Puntos Bonus | Puntos |
| Pos. | País       | Jugados  | Ganados  | Empatados | Perdidos | A favor   | En contra | Diferencia | Puntos Bonus | Puntos |
| ---- | ---------- | -------- | -------- | --------- | -------- | --------- | --------- | ---------- | ------------ | ------ |
| 1    | Irlanda    | 3        | 3        | 0         | 0        | 188       | 16        | +172       | 2            | 14     |
| 2    | Fiyi       | 3        | 2        | 0         | 1        | 204       | 39        | +165       | 3            | 11     |
| 3    | España     | 3        | 2        | 0         | 1        | 71        | 34        | +37        | 2            | 10     |
| 4    | Kenia      | 3        | 1        | 0         | 2        | 33        | 55        | -22        | 1            | 5      |
| 5    | Kazajistán | 3        | 1        | 0         | 2        | 18        | 239       | -221       | 0            | 4      |
| 6    | Colombia   | 3        | 0        | 0         | 3        | 21        | 152       | -131       | 0            | 0      |

### Primera fecha
| 13 de octubre | Fiyi | 67 - 13 | Colombia |  |  |

| 14 de octubre | Irlanda | 109 - 0 | Kazajistán |  |  |

| 14 de octubre | España | 32 - 0 | Kenia |  |  |

### Segunda fecha
| 20 de octubre | Kazajistán | 18 - 12 | Kenia |  |  |

| 20 de octubre | España | 26 - 19 | Fiyi |  |  |

| 21 de octubre | Irlanda | 64 - 3 | Colombia |  |  |

### Tercera fecha
| 28 de octubre | Kazajistán | 0 - 118 | Fiyi |  |  |

| 28 de octubre | Kenia | 21 - 5 | Colombia |  |  |

| 28 de octubre | Irlanda | 15 - 13 | España |  |  |